# بابلو بيرنال
بابلو بيرنال (بالإسبانية: Pablo Bernal)‏ هو دراج إسباني، ولد في 25 أغسطس 1986 في ألاما دي مرسية في إسبانيا.

## وصلات خارجية
- بابلو بيرنال على موقع أرشيف الدراجات (الإنجليزية)
- بابلو بيرنال على موقع إحصائيات الدراجات الإحترافية (الإنجليزية)
- بابلو بيرنال على موقع أوليمبيديا (الإنجليزية)